# فابلا
فابلا (Fabella) یا لوبیاچه  یک استخوان کنجدی (سزاموئید) کوچک است که در برخی از پستانداران در زردپی سر جانبی ماهیچه دوقلو در پشت کوندیل جانبی استخوان ران وجود دارد. این یک استخوان کمکی است، یک دگرگونی کالبدی که در ۳۹٪ از انسان‌ها وجود دارد. به‌ندرت  فابلا از دو یا سه استخوان تشکیل شده که به آن فابلا دوبخشی و سه‌بخشی می‌گویند و ممکن است با یک جسم خارجی یا زائده استخوانی اشتباه شوند.